# Podolsk
Podolsk (ru. Подольск) este un oraș din Regiunea Moscova, Federația Rusă și are o populație de 180.963 locuitori.